# Dipartimento di Nueve de Julio (Río Negro)
Nueve de Julio è un dipartimento argentino, situato nella parte centrale della provincia di Río Negro, con capoluogo Sierra Colorada.
Esso confina a nord con i dipartimenti di El Cuy e Avellaneda, a est con quello di Valcheta, a sud con la provincia di Chubut e ad ovest con il dipartimento di Veinticinco de Mayo.
Secondo il censimento del 2001, su un territorio di 25.597 km², la popolazione ammontava a 3.501 abitanti, con un aumento demografico dello 0,78% rispetto al censimento del 1991.
Il dipartimento, nel 2001, è composto da:
- 1 comune (municipalidad):
  - Sierra Colorada
- 6 comisiones de fomento:
  - Comicó
  - Cona Niyeu
  - Ministro Ramos Mexia
  - Prahuaniyeu
  - Rincón Treneta
  - Yaminué